# Calopogonium galactioides
Calopogonium galactioides är en ärtväxtart som först beskrevs av Carl Sigismund Kunth, och fick sitt nu gällande namn av William Botting Hemsley. Calopogonium galactioides ingår i släktet Calopogonium och familjen ärtväxter. Inga underarter finns listade i Catalogue of Life.